# Quadricalcarifera frugilegus
Quadricalcarifera frugilegus är en fjärilsart som beskrevs av Rothschild 1917. Quadricalcarifera frugilegus ingår i släktet Quadricalcarifera och familjen tandspinnare. Inga underarter finns listade.